# 航法

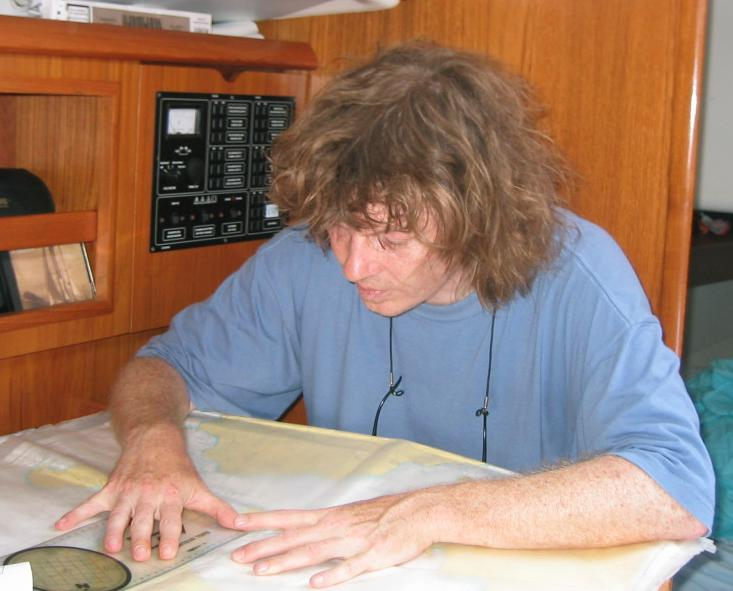
船が航行する経路を調べるため地図を見ている航海士

航法（こうほう、英語: Navigation）とは、船舶や航空機、自動車、宇宙機などの移動体において、出発地から経由地、目的地までの航行を導く方法である。

## 概要
天体や地勢を観測することで方位や位置を知り、移動体側が単独で進行方向を判断し航路を決定する地文航法や天文航法が最も基本的な航法であり、古代から航海術として用いられていた。科学技術の発展に伴い、沿岸部の地図や海図、天体の位置を知るための天測暦や六分儀、方位磁針やクロノメーターにより精度が高まっていった。現代では電波施設や衛星測位システムによって簡便ながら正確な位置情報が得られるようになっており、安全性向上目的の冗長性確保や非常時の特殊事情を除けば、複雑で高度な技量が求められる従来型の航法技術は廃れる傾向にある。
代表的な航法を以下に示す。多くの場合、これらの複数が実際の航法として用いられている。
- 自律航法／自蔵航法（推測航法、慣性航法）
- 地文航法／天測航法
- 電波航法（オメガ航法、LORAN、TACAN、グリッド航法、ドップラー航法、衛星航法）[2][3]
- 広域航法（RNAV、RNP）

## 専門職
古代から陸地の見えない遠洋での航海を行っていたポリネシアやミクロネシアの先住民たちは、先祖からウェイファインディングを受け継いだマウ・ピアイルックのような航法師（パルゥ）に弟子入りし、ポゥのような通過儀礼を経て一人前と認められた。
ヨーロッパで航海術が発展すると、数学・物理学・気象などの座学と図上演習により資格を習得し、現場で実習を積むという近代的な専門職として体系化された。
船舶では航海士の職務に含まれるが、現代では船舶の設備管理や荷役や乗客の管理、船員の統括など管理者としての業務が多く、航法関連の業務は航海計画の立案などにとどまる。
航空機ではパイロットが素早く計算できるように専用計算尺（フライトコンピューター）も考案された。長距離路線を飛ぶ航空機には航法を担当する専門職として航空士（Navigator、航法士）という職務が存在した。現代では設定された航空路を航空交通管制に従って飛行することが義務づけられており、航路は出発前に決定・提出し、飛行中はオートパイロットに入力された航路を各種航法装置が補正するため、パイロットが計算することはない。ダイバート時にも航空管制官からの指示があり、オートパイロットの設定も飛行中にパイロットが変更できる。かつては航法を司る者が機長であったが、現代では基本的に指揮操縦士が機長となっている。哨戒機では無線機を操作する要員が航法の補助を行うこともある。

## 航法装置
複数の種類があり、冗長化のために組み合わせて使用される場合がある。
- 磁石
- ジャイロコンパス
- 速度計
- 六分儀
- 天測表
- ドプラー航法装置
- 測深機
- ソナー
- 電波高度計
- デッカ
- ロラン
- オメガ
- レーダー
- 電波航法
- 慣性航法装置
- 衛星測位システム

## 参考図書
- 園山耕司著、『くらべてわかる航空管制』、秀和システム、2011年12月25日第1版第1刷発行、ISBN 978-4-7980-3198-9
- 川崎豊彦著、『船舶の基本と仕組み』、秀和システム、2010年6月1日第1版第1刷発行、ISBN 978-4-7980-2594-0

## リンク
- 航法 - JAL航空実用事典
- 『航法』 - コトバンク